# Klavichord

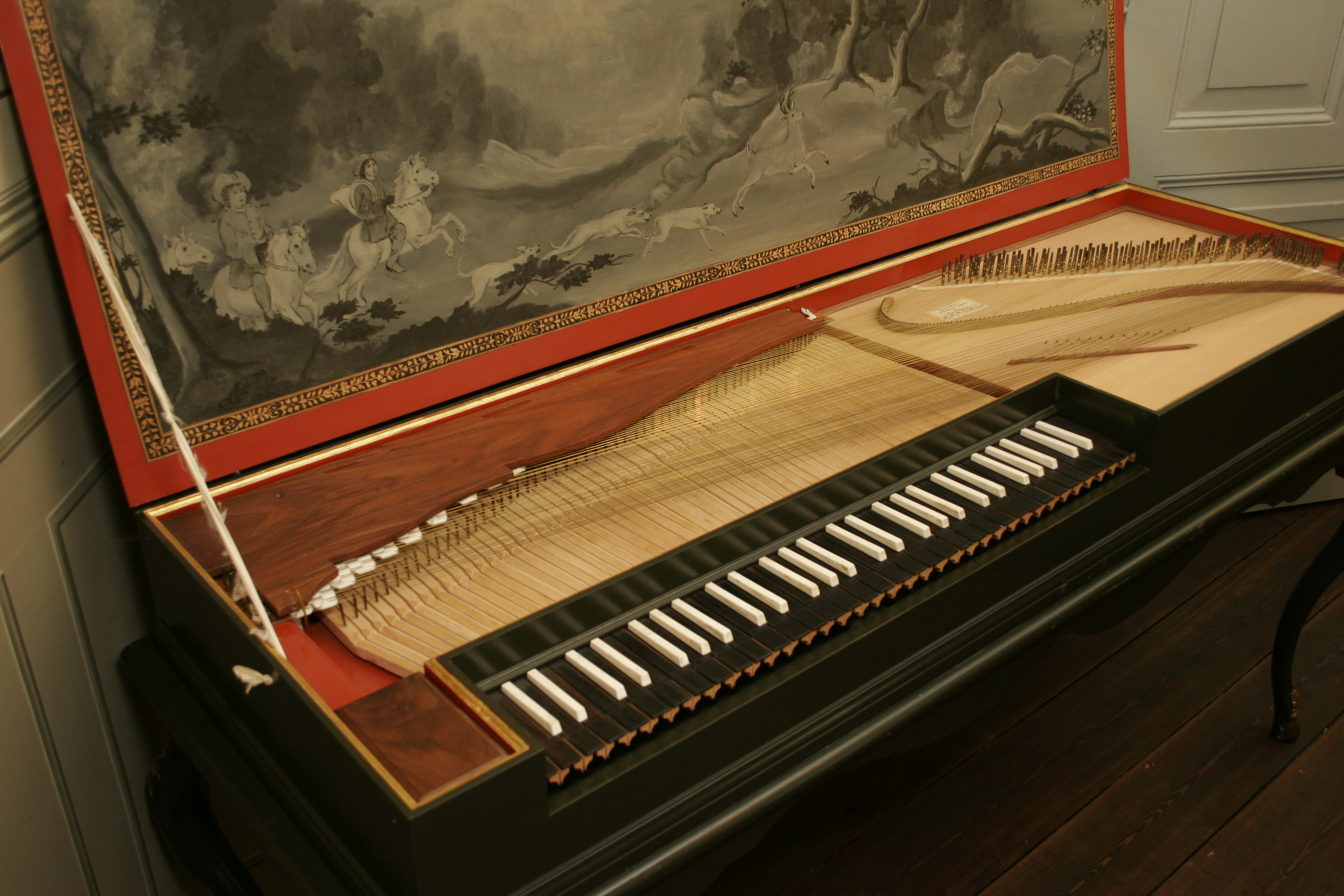
Klavichord

Klavichord je strunný klávesový hudební nástroj evropského původu. Využíván byl zejména od pozdního středověku až po období klasicismu. Široké uplatnění našel jako nástroj k výuce hry a také jako pomůcka při komponování. Je předchůdcem klavíru.

## Popis a různé úpravy nástroje
Struny, vyrobené z mosazi (nebo mosazi a železa) jsou umístěny nad ozvučnicí. Rozechvívají se úderem mosazných jazýčků. Ty se, na rozdíl od klavíru, nevrací po úderu hned zpět, jsou připevněny na klávesy. Klavichord tak umožňuje zvláštní styl hry, v německy mluvících zemích označovaný jako Bebung. Mírným potřesením klávesou lze docílit jemného ohýbání tónu (podobného efektu jako vibrato).
Existují dva základní typy klavichordu. První byl klavichord vázaný, kde bylo více kláves přiřazeno jedné struně. Nebylo tak možné zahrát najednou ty tóny, které sdílely stejnou strunu. V praxi byly spojeny klávesy, na které se jen vzácně hrálo současně (typicky v intervalu půl tónu). Toto omezení bylo odstraněno roku 1725, kdy byl zkonstruován klavichord volný. Ten již měl pro každou klávesu zvláštní strunu.
Ačkoliv měla většina vyrobených nástrojů jen jednu klaviaturu, existovaly také nástroje s více manuály a dokonce s pedálnicí, kterou bylo možno hrát hluboké tóny. Sloužily hlavně varhaníkům pro cvičení hry. Do roku 1730 se vyráběly především menší klavichordy o rozsahu dvou až čtyř oktáv. Pozdější nástroje měly oktáv až šest.

## Historie a využití

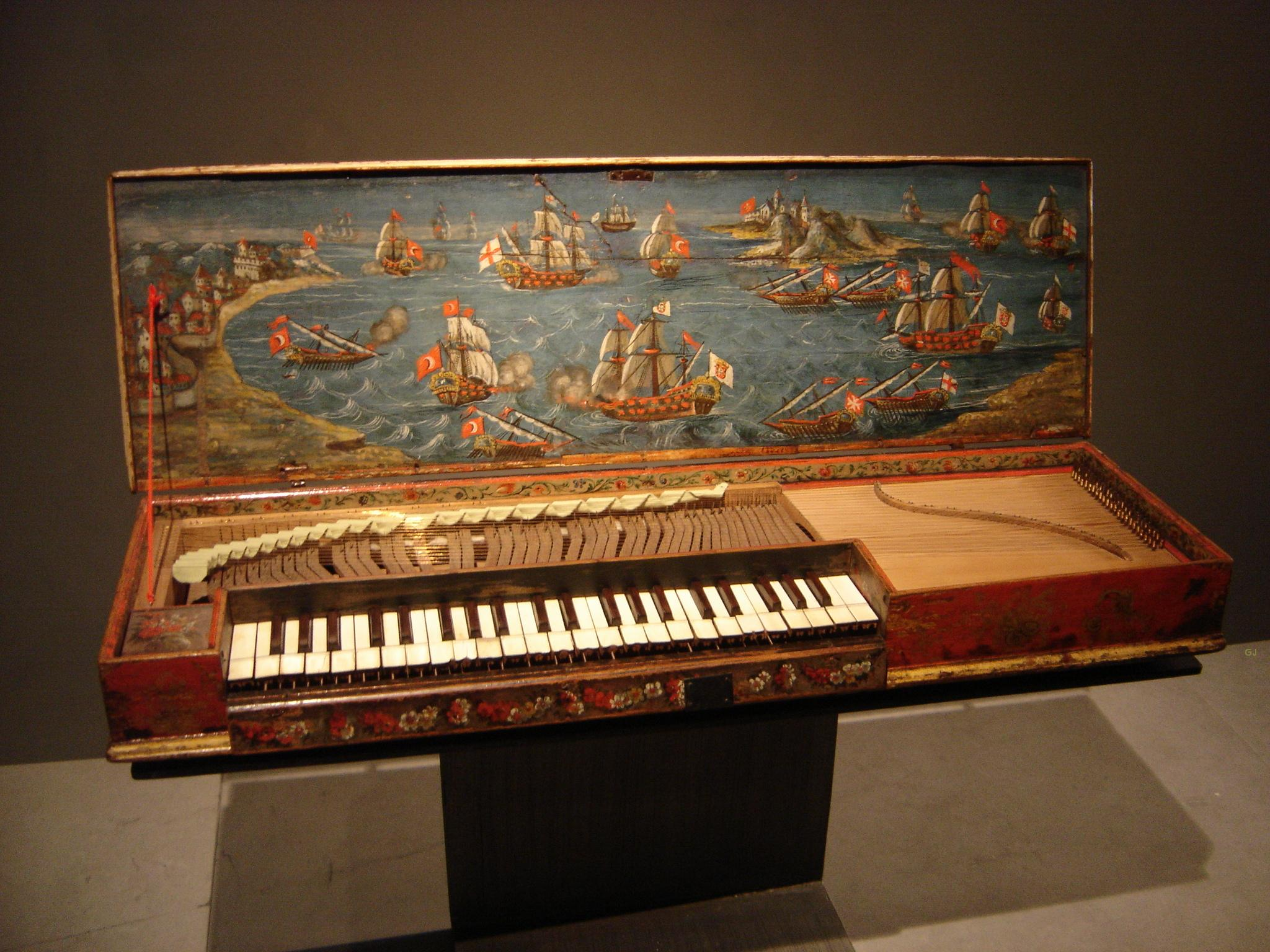
Klavichord vystavený v Muzeu hudby v Paříži

Klavichord byl vynalezen začátkem čtrnáctého století. Oblibě se těšil zejména v německy mluvících zemích, ve Skandinávii a na Pyrenejském poloostrově, a to až do 18. století, kdy byl postupně vytlačován klavírem. Na konci 19. století jej znovu zkonstruoval hudebník a výrobce nástrojů Arnold Dolmetsch a jeho popularizace se ujala např. britská cembalistka Violet Gordon-Woodhouse.
V současné době je klavichord užíván především interprety renesanční, barokní a klasicistní hudby. Ze známých lze jmenovat Rakušana Floriana Birsaka, Angličana Christophera Hogwooda nebo Američana Richarda Troegera. Z českých klavichordistů je známý např. Jaroslav Tůma (rovněž cembalista a varhaník). Na klavichord lze zahrát mnoho skladeb napsaných pro cembalo, ale i varhany. Používá se i jako doprovodný nástroj (např. k flétně či sólovému zpěvu).
Klavichord se také objevuje v populární hudbě. The Beatles jej využili na albu Revolver ve skladbě For No One, Björk na albu Homogenic ve skladbě All Is Full of Love, Tori Amos ve skladbách Little Amsterdam (album Boys For Pele) a Smokey Joe (album American Doll Posse). Jazzový hudebník Keith Jarrett vydal v roce 1987 album klavichordových improvizací Book of Ways. V sedmdesátých letech se elektrifikovaný klavichord (Clavinet) využíval ve funky a disco hudbě. Zvuk byl veden přes zesilovač a kytarové pedálové efekty.